# Giải vô địch bóng đá trẻ thế giới 2005
Giải vô địch bóng đá trẻ thế giới 2005 là giải đấu lần thứ 15 của Giải vô địch bóng đá trẻ thế giới. Được tổ chức tại Hà Lan từ ngày 10 tháng 6 đến ngày 2 tháng 7 năm 2005.

## Địa điểm
| Doetinchem                                                                                            | Emmen                                            | Enschede                                         |
| --- | ------------------------------------------------ | ------------------------------------------------ |
| Sân vận động De Vijverberg                                                                            | Sân vận động Univé                               | Sân vận động Arke                                |
| Sức chứa: 12,600                                                                                      | Sức chứa: 8,600                                  | Sức chứa: 13,250                                 |
| 51°57′20,8″B 06°18′35,3″Đ / 51,95°B 6,3°Đ                                                             | 52°46′28,9″B 06°56′44,8″Đ / 52,76667°B 6,93333°Đ | 52°14′11,6″B 06°50′16,2″Đ / 52,23333°B 6,83333°Đ |
| |                                                  |                                                  |
| EnschedeUtrechtKerkradeDoetinchemEmmenTilburg Địa điểm thi đấu Giải vô địch bóng đá trẻ thế giới 2005 |                                                  |                                                  |
| Kerkrade                                                                                              | Tilburg                                          | Utrecht                                          |
| Sân vận động Parkstad Limburg                                                                         | Sân vận động Willem II                           | Sân vận động Galgenwaard                         |
| Sức chứa: 19,979                                                                                      | Sức chứa: 14,637                                 | Sức chứa: 24,500                                 |
| 50°51′25,4″B 06°00′21″Đ / 50,85°B 6,00583°Đ                                                           | 51°32′33,6″B 05°04′0,5″Đ / 51,53333°B 5,06667°Đ  | 52°04′42,1″B 05°08′45″Đ / 52,06667°B 5,14583°Đ   |
| |                                                  |                                                  |

## Vòng loại
24 đội sau đây đã giành quyền tham dự Giải vô địch bóng đá trẻ thế giới 2005. Nước chủ nhà Hà Lan không cần phải vượt qua vòng loại để tham dự giải đấu.
| Liên đoàn                               | Giải đấu loại                                 | Đội tuyển                                               |
| --------------------------------------- | --------------------------------------------- | ------------------------------------------------------- |
| AFC (châu Á)                            | Giải vô địch bóng đá trẻ châu Á 2004          | Trung Quốc · Nhật Bản · Hàn Quốc · Syria                |
| CAF (châu Phi)                          | Giải vô địch bóng đá trẻ châu Phi 2005        | Bénin1 · Ai Cập · Maroc · Nigeria                       |
| CONCACAF (Bắc, Trung Mỹ và Vùng Caribe) | Giải vô địch bóng đá U-20 CONCACAF 2005       | Canada · Honduras · Panama · Hoa Kỳ                     |
| CONMEBOL (Nam Mỹ)                       | Giải vô địch bóng đá trẻ Nam Mỹ 2005          | Argentina · Brasil · Chile · Colombia                   |
| OFC (châu Đại Dương)                    | Giải vô địch bóng đá U-20 châu Đại Dương 2005 | Úc                                                      |
| UEFA (châu Âu)                          | Chủ nhà                                       | Hà Lan                                                  |
| UEFA (châu Âu)                          | Giải vô địch bóng đá U-19 châu Âu 2004        | Đức · Ý · Tây Ban Nha · Thụy Sĩ1 · Thổ Nhĩ Kỳ · Ukraina |

1.^ Các đội lần đầu tiên tham dự.

## Tài trợ
Đối tác của FIFA
- Adidas
- Coca-Cola
- Toshiba
- Fujifilm
- MasterCard
- McDonald's
- T-Mobile
- Yahoo
- Hyundai
- Philips
- Avaya

Hỗ trợ tổ chức
- Hubo
- Unive
- FIFA.com
- FIFA Fair Play

## Trọng tài
| Liên đoàn | Trọng tài                           | Trợ lý trọng tài                                                                |
| --------- | ----------------------------------- | ------------------------------------------------------------------------------- |
| AFC       | Khalil Al Ghamdi (Ả Rập Xê Út)      | Fatih Arabati (Jordan) Eisa Ghuloum (Các Tiểu vương quốc Ả Rập Thống nhất)      |
| AFC       | Kwon Jong-chul (Hàn Quốc)           | Kim Dae-Young (Hàn Quốc) Liu Tiejun (Trung Quốc)                                |
| CAF       | Coffi Codjia (Benin)                | Aboudou Aderodjou (Benin) Célestin Ntagungira (Rwanda)                          |
| CAF       | Essam Abd El Fatah (Ai Cập)         | Beshr Rashwan (Ai Cập) Luleseged Begashaw (Ethiopia)                            |
| CONCACAF  | Rodolfo Sibrian (El Salvador)       | Carlos Pastrana (Honduras) Reynaldo Salinas (Honduras)                          |
| CONCACAF  | Benito Archundia (México)           | José Ramírez (México) Pedro Rebollar (México)                                   |
| CONMEBOL  | Horacio Elizondo (Argentina)        | Darío García (Argentina) Rodolfo Otero (Argentina)                              |
| CONMEBOL  | Óscar Ruiz (Colombia)               | Eduardo Botero (Colombia) Fernando Tamayo (Ecuador)                             |
| CONMEBOL  | Jorge Larrionda (Uruguay)           | Walter Rial (Uruguay) Pablo Fandiño (Uruguay)                                   |
| OFC       | Mark Shield (Úc)                    | Nathan Gibson (Úc) Ben Wilson (Úc)                                              |
| UEFA      | Claus Bo Larsen (Đan Mạch)          | Bill Hansen (Đan Mạch) Anders Norrestrand (Đan Mạch)                            |
| UEFA      | Terje Hauge (Na Uy)                 | Steinar Holvik (Na Uy) Ole Hermann Borgan (Na Uy)                               |
| UEFA      | Luis Medina Cantalejo (Tây Ban Nha) | Victoriano Giráldez Carrasco (Tây Ban Nha) Pedro Medina Hernández (Tây Ban Nha) |
| UEFA      | Massimo Busacca (Thụy Sĩ)           | Matthias Arnet (Thụy Sĩ) Franceso Buragina (Thụy Sĩ)                            |
| Dự bị     | Eric Braamhaar (Hà Lan)             |                                                                                 |

## Đội hình
Danh sách đội hình, xem Danh sách cầu thủ tham dự giải vô địch bóng đá trẻ thế giới 2005.

## Vòng bảng
24 đội được chia thành sáu nhóm bốn đội. Sáu đội nhất bảng, sáu đội đứng thứ hai và bốn đội đứng thứ ba có thành tích tốt nhất sẽ giành quyền vào vòng đấu loại trực tiếp.

### Bảng A
| VT | Đội        | ST | T | H | B | BT | BB | HS | Đ | Giành quyền tham dự     |
| -- | ---------- | -- | - | - | - | -- | -- | -- | - | ----------------------- |
| 1  | Hà Lan (H) | 3  | 3 | 0 | 0 | 6  | 1  | +5 | 9 | Vòng đấu loại trực tiếp |
| 2  | Nhật Bản   | 3  | 0 | 2 | 1 | 3  | 4  | −1 | 2 | Vòng đấu loại trực tiếp |
| 3  | Bénin      | 3  | 0 | 2 | 1 | 2  | 3  | −1 | 2 |                         |
| 4  | Úc         | 3  | 0 | 2 | 1 | 2  | 5  | −3 | 2 |                         |

| Bénin          | 1–1        | Úc       |
| -------------- | ---------- | -------- |
| Omotoyossi 32' | (Chi tiết) | Ward 59' |

| Hà Lan                 | 2–1        | Nhật Bản     |
| ---------------------- | ---------- | ------------ |
| Afellay 7' · Babel 18' | (Chi tiết) | Hirayama 68' |

| Nhật Bản   | 1–1        | Bénin     |
| ---------- | ---------- | --------- |
| Mizuno 65' | (Chi tiết) | Maïga 37' |

| Úc | 0–3        | Hà Lan                                  |
| -- | ---------- | --------------------------------------- |
|    | (Chi tiết) | Maduro 20' · Emanuelson 46' · Kruys 74' |

| Nhật Bản  | 1–1        | Úc           |
| --------- | ---------- | ------------ |
| Maeda 87' | (Chi tiết) | Townsend 75' |

| Hà Lan       | 1–0        | Bénin |
| ------------ | ---------- | ----- |
| Maduro 45+2' | (Chi tiết) |       |

### Bảng B
| VT | Đội        | ST | T | H | B | BT | BB | HS | Đ | Giành quyền tham dự |
| -- | ---------- | -- | - | - | - | -- | -- | -- | - | ------------------- |
| 1  | Trung Quốc | 3  | 3 | 0 | 0 | 9  | 4  | +5 | 9 | knockout stage      |
| 2  | Ukraina    | 3  | 1 | 1 | 1 | 7  | 6  | +1 | 4 | knockout stage      |
| 3  | Thổ Nhĩ Kỳ | 3  | 1 | 1 | 1 | 4  | 4  | 0  | 4 | knockout stage      |
| 4  | Panama     | 3  | 0 | 0 | 3 | 2  | 8  | −6 | 0 |                     |

| Thổ Nhĩ Kỳ | 1–2        | Trung Quốc                         |
| ---------- | ---------- | ---------------------------------- |
| Güleç 84'  | (Chi tiết) | Tan Wangsong 22' · Zhao Xuri 90+5' |

| Ukraina                              | 3–1        | Panama              |
| ------------------------------------ | ---------- | ------------------- |
| Aliev 20' (ph.đ.), 22' · Feschuk 32' | (Chi tiết) | Arzhanov 26' (l.n.) |

| Trung Quốc                                         | 3–2        | Ukraina                         |
| -------------------------------------------------- | ---------- | ------------------------------- |
| Zhu Ting 31' · Chen Tao 66' (ph.đ.) · Cui Peng 75' | (Chi tiết) | Vorobei 19' · Aliev 70' (ph.đ.) |

| Panama | 0–1        | Thổ Nhĩ Kỳ |
| ------ | ---------- | ---------- |
|        | (Chi tiết) | Güleç 24'  |

| Thổ Nhĩ Kỳ             | 2–2        | Ukraina       |
| ---------------------- | ---------- | ------------- |
| Öztürk 8' (ph.đ.), 53' | (Chi tiết) | Aliev 5', 19' |

| Trung Quốc                                                 | 4–1        | Panama      |
| ---------------------------------------------------------- | ---------- | ----------- |
| Zhou Haibin 6' · Gao Lin 40' · Hao Junmin 51' · Lu Lin 78' | (Chi tiết) | Venegas 37' |

### Bảng C
| VT | Đội         | ST | T | H | B | BT | BB | HS  | Đ | Giành quyền tham dự     |
| -- | ----------- | -- | - | - | - | -- | -- | --- | - | ----------------------- |
| 1  | Tây Ban Nha | 3  | 3 | 0 | 0 | 13 | 1  | +12 | 9 | Vòng đấu loại trực tiếp |
| 2  | Maroc       | 3  | 2 | 0 | 1 | 7  | 3  | +4  | 6 | Vòng đấu loại trực tiếp |
| 3  | Chile       | 3  | 1 | 0 | 2 | 7  | 8  | −1  | 3 | Vòng đấu loại trực tiếp |
| 4  | Honduras    | 3  | 0 | 0 | 3 | 0  | 15 | −15 | 0 |                         |

| Tây Ban Nha                             | 3–1        | Maroc                 |
| --------------------------------------- | ---------- | --------------------- |
| Llorente 28' · Molinero 51' · Silva 71' | (Chi tiết) | Doulyazal 84' (ph.đ.) |

| Honduras | 0–7        | Chile                                                                          |
| -------- | ---------- | ------------------------------------------------------------------------------ |
|          | (Chi tiết) | Parada 11', 71' · Fuenzalida 30', 53' · Fernández 67' · Jara 69' · Morales 77' |

| Maroc                                                       | 5–0        | Honduras |
| ----------------------------------------------------------- | ---------- | -------- |
| Iajour 31', 43' · Bendamou 55' · Benjelloun 81' · Chihi 90' | (Chi tiết) |          |

| Chile | 0–7        | Tây Ban Nha                                               |
| ----- | ---------- | --------------------------------------------------------- |
|       | (Chi tiết) | Llorente 8', 62', 78', 81' · Robusté 51' · Silva 71', 85' |

| Tây Ban Nha                         | 3–0        | Honduras |
| ----------------------------------- | ---------- | -------- |
| Soriano 5' · Silva 38' · Víctor 67' | (Chi tiết) |          |

| Maroc          | 1–0        | Chile |
| -------------- | ---------- | ----- |
| Bendamou 45+2' | (Chi tiết) |       |

### Bảng D
| VT | Đội       | ST | T | H | B | BT | BB | HS | Đ | Giành quyền tham dự     |
| -- | --------- | -- | - | - | - | -- | -- | -- | - | ----------------------- |
| 1  | Hoa Kỳ    | 3  | 2 | 1 | 0 | 2  | 0  | +2 | 7 | Vòng đấu loại trực tiếp |
| 2  | Argentina | 3  | 2 | 0 | 1 | 3  | 1  | +2 | 6 | Vòng đấu loại trực tiếp |
| 3  | Đức       | 3  | 1 | 1 | 1 | 2  | 1  | +1 | 4 | Vòng đấu loại trực tiếp |
| 4  | Ai Cập    | 3  | 0 | 0 | 3 | 0  | 5  | −5 | 0 |                         |

| Argentina | 0–1        | Hoa Kỳ      |
| --------- | ---------- | ----------- |
|           | (Chi tiết) | Barrett 39' |

| Đức                     | 2–0        | Ai Cập |
| ----------------------- | ---------- | ------ |
| Adler 75' · Matip 90+3' | (Chi tiết) |        |

| Ai Cập | 0–2        | Argentina                  |
| ------ | ---------- | -------------------------- |
|        | (Chi tiết) | Messi 47' · Zabaleta 90+1' |

| Hoa Kỳ | 0–0        | Đức |
| ------ | ---------- | --- |
|        | (Chi tiết) |     |

| Argentina   | 1–0        | Đức |
| ----------- | ---------- | --- |
| Cardozo 43' | (Chi tiết) |     |

| Hoa Kỳ       | 1–0        | Ai Cập |
| ------------ | ---------- | ------ |
| Peterson 56' | (Chi tiết) |        |

### Bảng E
| VT | Đội      | ST | T | H | B | BT | BB | HS | Đ | Giành quyền tham dự     |
| -- | -------- | -- | - | - | - | -- | -- | -- | - | ----------------------- |
| 1  | Colombia | 3  | 3 | 0 | 0 | 6  | 0  | +6 | 9 | Vòng đấu loại trực tiếp |
| 2  | Syria    | 3  | 1 | 1 | 1 | 3  | 4  | −1 | 4 | Vòng đấu loại trực tiếp |
| 3  | Ý        | 3  | 1 | 0 | 2 | 5  | 5  | 0  | 3 | Vòng đấu loại trực tiếp |
| 4  | Canada   | 3  | 0 | 1 | 2 | 2  | 7  | −5 | 1 |                         |

| Colombia                  | 2–0        | Ý |
| ------------------------- | ---------- | - |
| Rentería 76' · Guarín 93' | (Chi tiết) |   |

| Syria     | 1–1        | Canada     |
| --------- | ---------- | ---------- |
| Al Haj 2' | (Chi tiết) | Peters 31' |

| Canada | 0–2        | Colombia                |
| ------ | ---------- | ----------------------- |
|        | (Chi tiết) | Falcao 81' · Guarín 88' |

| Ý        | 1–2        | Syria                          |
| -------- | ---------- | ------------------------------ |
| Coda 69' | (Chi tiết) | Al Hussain 37' · Al Hamawi 73' |

| Ý                                              | 4–1        | Canada      |
| ---------------------------------------------- | ---------- | ----------- |
| Pellè 23', 68' · Galloppa 47' · De Martino 90' | (Chi tiết) | De Jong 49' |

| Colombia                   | 2–0        | Syria |
| -------------------------- | ---------- | ----- |
| Rodallega 62' · Falcao 90' | (Chi tiết) |       |

### Bảng F
| VT | Đội      | ST | T | H | B | BT | BB | HS | Đ | Giành quyền tham dự                |
| -- | -------- | -- | - | - | - | -- | -- | -- | - | ---------------------------------- |
| 1  | Brasil   | 3  | 2 | 1 | 0 | 3  | 0  | +3 | 7 | Advance to Vòng đấu loại trực tiếp |
| 2  | Nigeria  | 3  | 1 | 1 | 1 | 4  | 2  | +2 | 4 | Advance to Vòng đấu loại trực tiếp |
| 3  | Hàn Quốc | 3  | 1 | 0 | 2 | 3  | 5  | −2 | 3 |                                    |
| 4  | Thụy Sĩ  | 3  | 1 | 0 | 2 | 2  | 5  | −3 | 3 |                                    |

| Brasil | 0–0        | Nigeria |
| ------ | ---------- | ------- |
|        | (Chi tiết) |         |

| Hàn Quốc           | 1–2        | Thụy Sĩ                    |
| ------------------ | ---------- | -------------------------- |
| Shin Young-rok 25' | (Chi tiết) | Antić 28' · Vonlanthen 33' |

| Thụy Sĩ | 0–1        | Brasil        |
| ------- | ---------- | ------------- |
|         | (Chi tiết) | Gladstone 14' |

| Nigeria  | 1–2        | Hàn Quốc                                |
| -------- | ---------- | --------------------------------------- |
| Abwo 18' | (Chi tiết) | Park Chu-young 89' · Baek Ji-hoon 90+2' |

| Brasil                | 2–0        | Hàn Quốc |
| --------------------- | ---------- | -------- |
| Renato 9' · Sóbis 57' | (Chi tiết) |          |

| Nigeria                                      | 3–0        | Thụy Sĩ |
| -------------------------------------------- | ---------- | ------- |
| Ogbuke 49' · Mikel 59' (ph.đ.) · Promise 85' | (Chi tiết) |         |

### Xếp hạng các đội xếp thứ ba
| VT | Bg | Đội        | ST | T | H | B | BT | BB | HS | Đ | Giành quyền tham dự     |
| -- | -- | ---------- | -- | - | - | - | -- | -- | -- | - | ----------------------- |
| 1  | D  | Đức        | 3  | 1 | 1 | 1 | 2  | 1  | +1 | 4 | Vòng đấu loại trực tiếp |
| 2  | B  | Thổ Nhĩ Kỳ | 3  | 1 | 1 | 1 | 4  | 4  | 0  | 4 | Vòng đấu loại trực tiếp |
| 3  | E  | Ý          | 3  | 1 | 0 | 2 | 5  | 5  | 0  | 3 | Vòng đấu loại trực tiếp |
| 4  | C  | Chile      | 3  | 1 | 0 | 2 | 7  | 8  | −1 | 3 | Vòng đấu loại trực tiếp |
| 5  | F  | Hàn Quốc   | 3  | 1 | 0 | 2 | 3  | 5  | −2 | 3 |                         |
| 6  | A  | Bénin      | 3  | 0 | 2 | 1 | 2  | 3  | −1 | 2 |                         |

## Vòng đấu loại trực tiếp

### Sơ đồ
|  | Round of 16 | Round of 16    |              |       | Tứ kết        | Tứ kết        |           |           | Bán kết | Bán kết |  |  | Chung kết | Chung kết |
|  |             |                |              |       |               |               |           |           |         |         |  |  |           |           |
|  | 21 tháng 6  |                |              |       |               |               |           |           |         |         |  |  |           |           |
|  |             |                |              |       |               |               |           |           |         |         |  |  |           |           |
|  | Trung Quốc  | 2              |              |       |               |               |           |           |         |         |  |  |           |           |
|  | Trung Quốc  | 2              | 24 tháng 6   |       |               |               |           |           |         |         |  |  |           |           |
|  | Đức         | 3              |              |       |               |               |           |           |         |         |  |  |           |           |
|  | Đức         | 3              | Đức          | 1     |               |               |           |           |         |         |  |  |           |           |
|  | 21 tháng 6  |                | Đức          | 1     |               |               |           |           |         |         |  |  |           |           |
|  |             | Brasil (aet)   | 2            |       |               |               |           |           |         |         |  |  |           |           |
|  | Brasil      | Brasil (aet)   | 2            | 1     |               |               |           |           |         |         |  |  |           |           |
|  | Brasil      |                | 28 tháng 6   | 1     |               |               |           |           |         |         |  |  |           |           |
|  | Syria       | 0              |              |       |               |               |           |           |         |         |  |  |           |           |
|  | Syria       | 0              | Brasil       | 1     |               |               |           |           |         |         |  |  |           |           |
|  | 22 tháng 6  |                | Brasil       | 1     |               |               |           |           |         |         |  |  |           |           |
|  |             | Argentina      | 2            |       |               |               |           |           |         |         |  |  |           |           |
|  | Colombia    | Argentina      | 2            | 1     |               |               |           |           |         |         |  |  |           |           |
|  | Colombia    | 25 tháng 6     |              | 1     |               |               |           |           |         |         |  |  |           |           |
|  | Argentina   | 2              |              |       |               |               |           |           |         |         |  |  |           |           |
|  | Argentina   | 2              | Argentina    | 3     |               |               |           |           |         |         |  |  |           |           |
|  | 22 tháng 6  |                | Argentina    | 3     |               |               |           |           |         |         |  |  |           |           |
|  |             | Tây Ban Nha    | 1            |       |               |               |           |           |         |         |  |  |           |           |
|  | Tây Ban Nha | Tây Ban Nha    | 1            | 3     |               |               |           |           |         |         |  |  |           |           |
|  | Tây Ban Nha |                | 2 tháng 7    | 3     |               |               |           |           |         |         |  |  |           |           |
|  | Thổ Nhĩ Kỳ  | 0              |              |       |               |               |           |           |         |         |  |  |           |           |
|  | Thổ Nhĩ Kỳ  | 0              | Argentina    | 2     |               |               |           |           |         |         |  |  |           |           |
|  | 21 tháng 6  |                | Argentina    | 2     |               |               |           |           |         |         |  |  |           |           |
|  |             | Nigeria        | 1            |       |               |               |           |           |         |         |  |  |           |           |
|  | Maroc       | Nigeria        | 1            | 1     |               |               |           |           |         |         |  |  |           |           |
|  | Maroc       | 24 tháng 6     |              | 1     |               |               |           |           |         |         |  |  |           |           |
|  | Nhật Bản    | 0              |              |       |               |               |           |           |         |         |  |  |           |           |
|  | Nhật Bản    | 0              | Maroc (pen.) | 2 (4) |               |               |           |           |         |         |  |  |           |           |
|  | 21 tháng 6  |                | Maroc (pen.) | 2 (4) |               |               |           |           |         |         |  |  |           |           |
|  |             | Ý              | 2 (2)        |       |               |               |           |           |         |         |  |  |           |           |
|  | Hoa Kỳ      | Ý              | 2 (2)        | 1     |               |               |           |           |         |         |  |  |           |           |
|  | Hoa Kỳ      |                | 28 tháng 6   | 1     |               |               |           |           |         |         |  |  |           |           |
|  | Ý           | 3              |              |       |               |               |           |           |         |         |  |  |           |           |
|  | Ý           | 3              | Maroc        | 0     |               |               |           |           |         |         |  |  |           |           |
|  | 22 tháng 6  |                | Maroc        | 0     |               |               |           |           |         |         |  |  |           |           |
|  |             | Nigeria        | 3            |       | Tranh hạng ba | Tranh hạng ba |           |           |         |         |  |  |           |           |
|  | Nigeria     | Nigeria        | 3            | 1     | Tranh hạng ba | Tranh hạng ba |           |           |         |         |  |  |           |           |
|  | Nigeria     | 25 tháng 6     | 25 tháng 6   | 1     |               |               | 2 tháng 7 | 2 tháng 7 |         |         |  |  |           |           |
|  | Ukraina     | 25 tháng 6     | 25 tháng 6   | 0     |               |               | 2 tháng 7 | 2 tháng 7 |         |         |  |  |           |           |
|  | Ukraina     | Nigeria (pen.) | 1 (10)       | 0     | Brasil        | 2             |           |           |         |         |  |  |           |           |
|  | 22 tháng 6  | Nigeria (pen.) | 1 (10)       |       | Brasil        | 2             |           |           |         |         |  |  |           |           |
|  |             | Hà Lan         | 1 (9)        |       | Maroc         | 1             |           |           |         |         |  |  |           |           |
|  | Hà Lan      | Hà Lan         | 1 (9)        | 3     | Maroc         | 1             |           |           |         |         |  |  |           |           |
|  | Hà Lan      |                |              | 3     |               |               |           |           |         |         |  |  |           |           |
|  | Chile       | 0              |              |       |               |               |           |           |         |         |  |  |           |           |
|  | Chile       | 0              |              |       |               |               |           |           |         |         |  |  |           |           |

### Vòng 16 đội
| Hoa Kỳ              | 1–3        | Ý                                              |
| ------------------- | ---------- | ---------------------------------------------- |
| Freeman 44' (ph.đ.) | (Chi tiết) | Galloppa 54' · Pellè 62' · Kljestan 75' (l.n.) |

| Trung Quốc               | 2–3        | Đức                                |
| ------------------------ | ---------- | ---------------------------------- |
| Chen Tao 4', 20' (ph.đ.) | (Chi tiết) | Gentner 5' · Adler 30' · Matip 89' |

| Maroc        | 1–0        | Nhật Bản |
| ------------ | ---------- | -------- |
| Iajour 90+2' | (Chi tiết) |          |

| Brasil              | 1–0        | Syria |
| ------------------- | ---------- | ----- |
| Rafinha 43' (ph.đ.) | (Chi tiết) |       |

| Nigeria   | 1–0        | Ukraina |
| --------- | ---------- | ------- |
| Taiwo 80' | (Chi tiết) |         |

| Colombia     | 1–2        | Argentina                 |
| ------------ | ---------- | ------------------------- |
| Otálvaro 52' | (Chi tiết) | Messi 58' · Barroso 90+3' |

| Hà Lan                                 | 3–0        | Chile |
| -------------------------------------- | ---------- | ----- |
| Babel 3' · Owusu-Abeyie 73' · John 80' | (Chi tiết) |       |

| Tây Ban Nha                     | 3–0        | Thổ Nhĩ Kỳ |
| ------------------------------- | ---------- | ---------- |
| Juanfran 28', 36' · Robusté 69' | (Chi tiết) |            |

### Tứ kết
| Maroc                                            | 2–2 (s.h.p.) | Ý                                    |
| ------------------------------------------------ | ------------ | ------------------------------------ |
| El-Zhar 26' · Battagia 93' (l.n.)                | (Chi tiết)   | Canini 74' · Pellè 112'              |
| Loạt sút luân lưu                                |              |                                      |
| Rabeh · Doulyazal · Iajour · El-Amrani · El-Zhar | 4–2          | Galloppa · Agnelli · Pellè · Carotti |

| Đức       | 1–2 (s.h.p.) | Brasil                     |
| --------- | ------------ | -------------------------- |
| Huber 68' | (Chi tiết)   | Tardelli 82' · Rafinha 99' |

| Nigeria                                                                                                   | 1–1 (s.h.p.) | Hà Lan |
| --- | ------------ | --- |
| Owoeri 1'                                                                                                 | (Chi tiết)   | Vlaar 46'                                                                                                 |
| Loạt sút luân lưu                                                                                         |              | |
| Taiwo · Sambo · Adefemi · Atulewa · Promise · Adedeji · Mikel · Apam · Kaita · Adeleye · Vanzekin · Taiwo | 10–9         | John · Babel · Vlaar · Kruys · Maduro · Zuiverloon · Drost · Vincken · Otten · Tiendalli · Vermeer · John |

| Argentina                              | 3–1        | Tây Ban Nha |
| -------------------------------------- | ---------- | ----------- |
| Zabaleta 19' · Oberman 71' · Messi 73' | (Chi tiết) | Zapater 32' |

### Bán kết
| Brasil     | 1–2        | Argentina                 |
| ---------- | ---------- | ------------------------- |
| Renato 75' | (Chi tiết) | Messi 7' · Zabaleta 90+3' |

| Maroc | 0–3        | Nigeria                              |
| ----- | ---------- | ------------------------------------ |
|       | (Chi tiết) | Taiwo 34' · Adefemi 70' · Ogbuke 75' |

### Tranh hạng ba
| Brasil                      | 2–1        | Maroc                 |
| --------------------------- | ---------- | --------------------- |
| Santos 88' · Edcarlos 90+1' | (Chi tiết) | Edcarlos 45+2' (l.n.) |

### Chung kết
| Argentina                      | 2–1      | Nigeria    |
| ------------------------------ | -------- | ---------- |
| Messi 40' (ph.đ.), 75' (ph.đ.) | Chi tiết | Ogbuke 53' |

| Argentina | Nigeria |

| GK                | 1  | Óscar Ustari        |          |         |          |
| DF                | 3  | Lautaro Formica     |          |         |          |
| DF                | 4  | Julio Barroso       |          |         |          |
| DF                | 6  | Gabriel Paletta     | Thẻ vàng |         |          |
| DF                | 8  | Pablo Zabaleta      |          |         |          |
| DF                | 13 | Ezequiel Garay      |          |         |          |
| MF                | 5  | Juan Manuel Torres  |          |         |          |
| MF                | 15 | Rodrigo Archubi     |          | Thay ra |          |
| MF                | 17 | Fernando Gago       |          | Thay ra |          |
| FW                | 18 | Lionel Messi        | Thẻ vàng |         |          |
| FW                | 20 | Gustavo Oberman     |          | Thay ra |          |
| Dự bị:            |    |                     |          |         |          |
| MF                | 7  | Lucas Biglia        |          | Vào sân |          |
| MF                | 11 | Emiliano Armenteros |          | Vào sân |          |
| FW                | 19 | Sergio Agüero       |          | Vào sân | Thẻ vàng |
| Huấn luyện viên:  |    |                     |          |         |          |
| Francisco Ferraro |    |                     |          |         |          |

| GK               | 1  | Ambruse Vanzekin     | Thẻ vàng |         |
| DF               | 3  | Taye Taiwo           | Thẻ vàng |         |
| DF               | 5  | Monday James         | Thẻ vàng |         |
| DF               | 13 | Olubayo Adefemi      |          |         |
| DF               | 17 | Dele Adeleye         |          |         |
| MF               | 7  | Chinedu Obasi Ogbuke |          |         |
| MF               | 9  | Mikel John Obi       |          |         |
| MF               | 19 | Sani Kaita           | Thẻ vàng |         |
| FW               | 10 | Isaac Promise        |          |         |
| FW               | 14 | David Abwo           |          | Thay ra |
| FW               | 20 | John Owoeri          |          |         |
| Dự bị:           |    |                      |          |         |
| FW               | 11 | Solomon Okoronkwo    |          | Vào sân |
| Huấn luyện viên: |    |                      |          |         |
| Samson Siasia    |    |                      |          |         |

| GK                | 1  | Óscar Ustari        |          |         |          |
| DF                | 3  | Lautaro Formica     |          |         |          |
| DF                | 4  | Julio Barroso       |          |         |          |
| DF                | 6  | Gabriel Paletta     | Thẻ vàng |         |          |
| DF                | 8  | Pablo Zabaleta      |          |         |          |
| DF                | 13 | Ezequiel Garay      |          |         |          |
| MF                | 5  | Juan Manuel Torres  |          |         |          |
| MF                | 15 | Rodrigo Archubi     |          | Thay ra |          |
| MF                | 17 | Fernando Gago       |          | Thay ra |          |
| FW                | 18 | Lionel Messi        | Thẻ vàng |         |          |
| FW                | 20 | Gustavo Oberman     |          | Thay ra |          |
| Dự bị:            |    |                     |          |         |          |
| MF                | 7  | Lucas Biglia        |          | Vào sân |          |
| MF                | 11 | Emiliano Armenteros |          | Vào sân |          |
| FW                | 19 | Sergio Agüero       |          | Vào sân | Thẻ vàng |
| Huấn luyện viên:  |    |                     |          |         |          |
| Francisco Ferraro |    |                     |          |         |          |

| GK               | 1  | Ambruse Vanzekin     | Thẻ vàng |         |
| DF               | 3  | Taye Taiwo           | Thẻ vàng |         |
| DF               | 5  | Monday James         | Thẻ vàng |         |
| DF               | 13 | Olubayo Adefemi      |          |         |
| DF               | 17 | Dele Adeleye         |          |         |
| MF               | 7  | Chinedu Obasi Ogbuke |          |         |
| MF               | 9  | Mikel John Obi       |          |         |
| MF               | 19 | Sani Kaita           | Thẻ vàng |         |
| FW               | 10 | Isaac Promise        |          |         |
| FW               | 14 | David Abwo           |          | Thay ra |
| FW               | 20 | John Owoeri          |          |         |
| Dự bị:           |    |                      |          |         |
| FW               | 11 | Solomon Okoronkwo    |          | Vào sân |
| Huấn luyện viên: |    |                      |          |         |
| Samson Siasia    |    |                      |          |         |

## Vô địch
| Giải vô địch bóng đá trẻ thế giới 2005 |
| -------------------------------------- |
| · Argentina · Lần thứ 5                |

## Cầu thủ ghi bàn

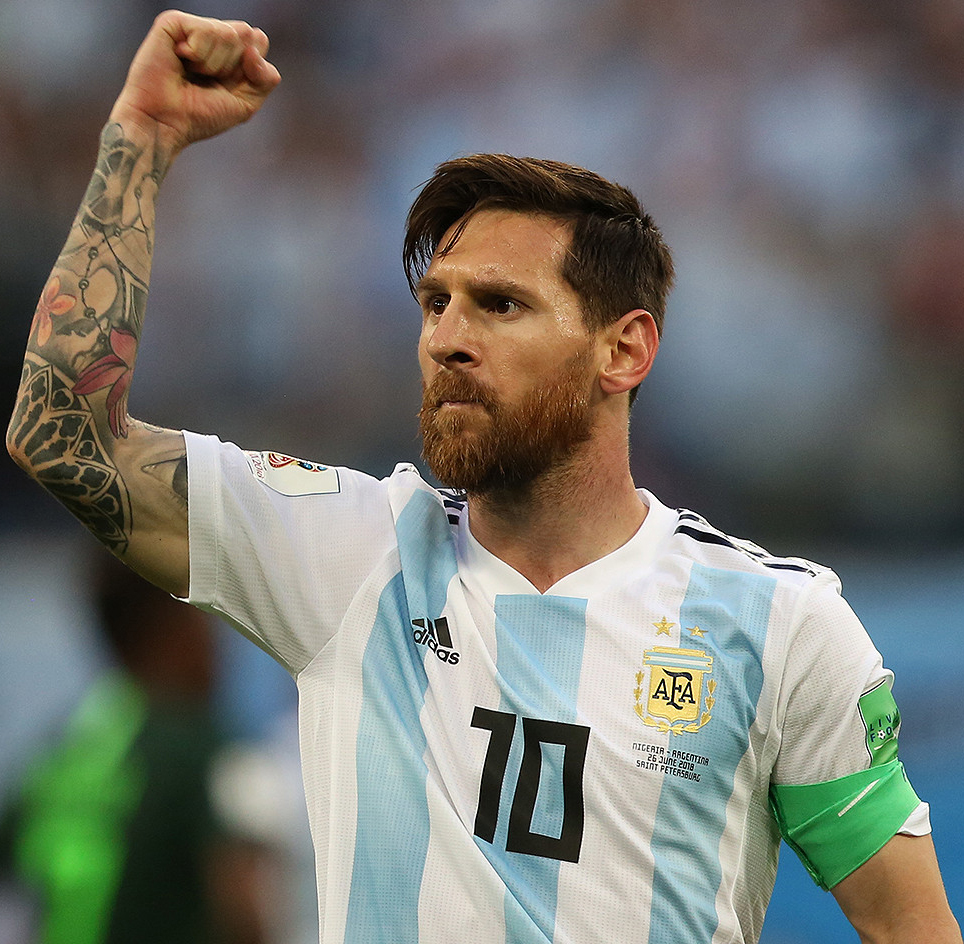
Lionel Messi, cầu thủ ghi nhiều bàn thắng nhất

6 bàn
- Lionel Messi

5 bàn
- Fernando Llorente
- Oleksandr Aliev

4 bàn
- Graziano Pellè
- David Silva

3 bàn
- Pablo Zabaleta
- Chen Tao
- Mouhcine Iajour
- Chinedu Ogbuke

2 bàn
- Rafinha
- Renato
- José Pedro Fuenzalida
- Ricardo Parada
- Radamel Falcao
- Fredy Guarín
- Nicky Adler
- Marvin Matip
- Daniele Galloppa
- Tarik Bendamou
- Ryan Babel
- Hedwiges Maduro
- Taye Taiwo
- Juanfran
- Miquel Robusté
- Gokhan Gulec
- Sezer Öztürk

1 bàn
- Julio Barroso
- Neri Cardozo
- Gustavo Oberman
- Ryan Townsend
- Nick Ward
- Abou Maiga
- Razak Omotoyossi
- Diego Tardelli
- Edcarlos
- Gladstone
- Fábio Santos
- Rafael Sobis
- Marcel de Jong
- Jaime Peters
- Matías Fernández
- Gonzalo Jara
- Pedro Morales
- Cui Peng
- Hao Junmin
- Gao Lin
- Lu Lin
- Tan Wangsong
- Zhao Xuri
- Zhou Haibin
- Zhu Ting
- Harrison Otálvaro
- Wason Rentería
- Hugo Rodallega
- Christian Gentner
- Alexander Huber
- Michele Canini
- Andrea Coda
- Raffaele De Martino
- Sota Hirayama
- Shunsuke Maeda
- Koki Mizuno
- Abdessalam Benjelloun
- Adil Chihi
- Reda Doulyazal
- Nabil El Zhar
- Quincy Owusu-Abeyie
- Ibrahim Afellay
- Urby Emanuelson
- Collins John
- Rick Kruys
- Ron Vlaar
- David Abwo
- Olubayo Adefemi
- Isaac Promise
- Mikel John Obi
- John Owoeri
- Jose Venegas
- Baek Ji-hoon
- Park Chu-young
- Shin Young-rok
- Jonathan Soriano
- Francisco Molinero
- Víctor
- Alberto Zapater
- Goran Antić
- Johan Vonlanthen
- Majed Al Haj
- Mohamad Al Hamawi
- Abdelrazaq Al Hussain
- Maxym Feschuk
- Dmytro Vorobei
- Chad Barrett
- Hunter Freeman
- Jacob Peterson

## Giải thưởng
| Chiếc giày vàng | Quả bóng vàng | Giải phong cách FIFA |
| --------------- | ------------- | -------------------- |
| Lionel Messi    | Lionel Messi  | Colombia             |

## Bảng xếp hạng giải đấu
| VT | Đội         | ST | T | H | B | BT | BB | HS  | Đ  | Chung cuộc            |
| -- | ----------- | -- | - | - | - | -- | -- | --- | -- | --------------------- |
| 1  | Argentina   | 7  | 6 | 0 | 1 | 12 | 5  | +7  | 18 | Vô địch               |
| 2  | Nigeria     | 7  | 3 | 2 | 2 | 10 | 5  | +5  | 11 | Á quân                |
| 3  | Brasil      | 7  | 5 | 1 | 1 | 9  | 4  | +5  | 16 | Hạng ba               |
| 4  | Maroc       | 7  | 3 | 1 | 3 | 11 | 10 | +1  | 10 | Hạng tư               |
|    |             |    |   |   |   |    |    |     |    |                       |
| 5  | Hà Lan (H)  | 5  | 4 | 1 | 0 | 10 | 2  | +8  | 13 | Bị loại ở Tứ kết      |
| 6  | Tây Ban Nha | 5  | 4 | 0 | 1 | 17 | 4  | +13 | 12 | Bị loại ở Tứ kết      |
| 7  | Ý           | 5  | 2 | 1 | 2 | 10 | 8  | +2  | 7  | Bị loại ở Tứ kết      |
| 8  | Đức         | 5  | 2 | 1 | 2 | 6  | 5  | +1  | 7  | Bị loại ở Tứ kết      |
|    |             |    |   |   |   |    |    |     |    |                       |
| 9  | Colombia    | 4  | 3 | 0 | 1 | 7  | 2  | +5  | 9  | Bị loại ở Vòng 16 đội |
| 10 | Trung Quốc  | 4  | 3 | 0 | 1 | 11 | 7  | +4  | 9  | Bị loại ở Vòng 16 đội |
| 11 | Hoa Kỳ      | 4  | 2 | 1 | 1 | 3  | 3  | 0   | 7  | Bị loại ở Vòng 16 đội |
| 12 | Ukraina     | 4  | 1 | 1 | 2 | 7  | 7  | 0   | 4  | Bị loại ở Vòng 16 đội |
| 13 | Syria       | 4  | 1 | 1 | 2 | 3  | 5  | −2  | 4  | Bị loại ở Vòng 16 đội |
| 14 | Thổ Nhĩ Kỳ  | 4  | 1 | 1 | 2 | 4  | 7  | −3  | 4  | Bị loại ở Vòng 16 đội |
| 15 | Chile       | 4  | 1 | 0 | 3 | 7  | 11 | −4  | 3  | Bị loại ở Vòng 16 đội |
| 16 | Nhật Bản    | 4  | 0 | 2 | 2 | 3  | 5  | −2  | 2  | Bị loại ở Vòng 16 đội |
|    |             |    |   |   |   |    |    |     |    |                       |
| 17 | Hàn Quốc    | 3  | 1 | 0 | 2 | 3  | 5  | −2  | 3  | Bị loại ở Vòng bảng   |
| 18 | Thụy Sĩ     | 3  | 1 | 0 | 2 | 2  | 5  | −3  | 3  | Bị loại ở Vòng bảng   |
| 19 | Bénin       | 3  | 0 | 2 | 1 | 2  | 3  | −1  | 2  | Bị loại ở Vòng bảng   |
| 20 | Úc          | 3  | 0 | 2 | 1 | 2  | 5  | −3  | 2  | Bị loại ở Vòng bảng   |
| 21 | Canada      | 3  | 0 | 1 | 2 | 2  | 7  | −5  | 1  | Bị loại ở Vòng bảng   |
| 22 | Ai Cập      | 3  | 0 | 0 | 3 | 0  | 5  | −5  | 0  | Bị loại ở Vòng bảng   |
| 23 | Panama      | 3  | 0 | 0 | 3 | 2  | 8  | −6  | 0  | Bị loại ở Vòng bảng   |
| 24 | Honduras    | 3  | 0 | 0 | 3 | 0  | 15 | −15 | 0  | Bị loại ở Vòng bảng   |